# Saint-Romain-en-Gier
Saint-Romain-en-Gier là một xã thuộc tỉnh Rhône trong vùng Auvergne-Rhône-Alpes phía đông nước Pháp. Xã này nằm ở khu vực có độ cao trung bình 250 mét trên mực nước biển.